# KTM 990 Super Duke
La 990 Super Duke est un modèle de motocyclette de la marque autrichienne KTM.

## Présentation
La 990 Super Duke est commercialisée à partir de 2005. Après les trails routiers et les supermotards, KTM augmente sa gamme de moto routière avec une roadster sportif.
Elle reprend le bloc moteur LC8, dérivé de l'Adventure, dont l'alésage est augmenté de 1 mm, permettant à la cylindrée de grimper à 999,8 cm3.

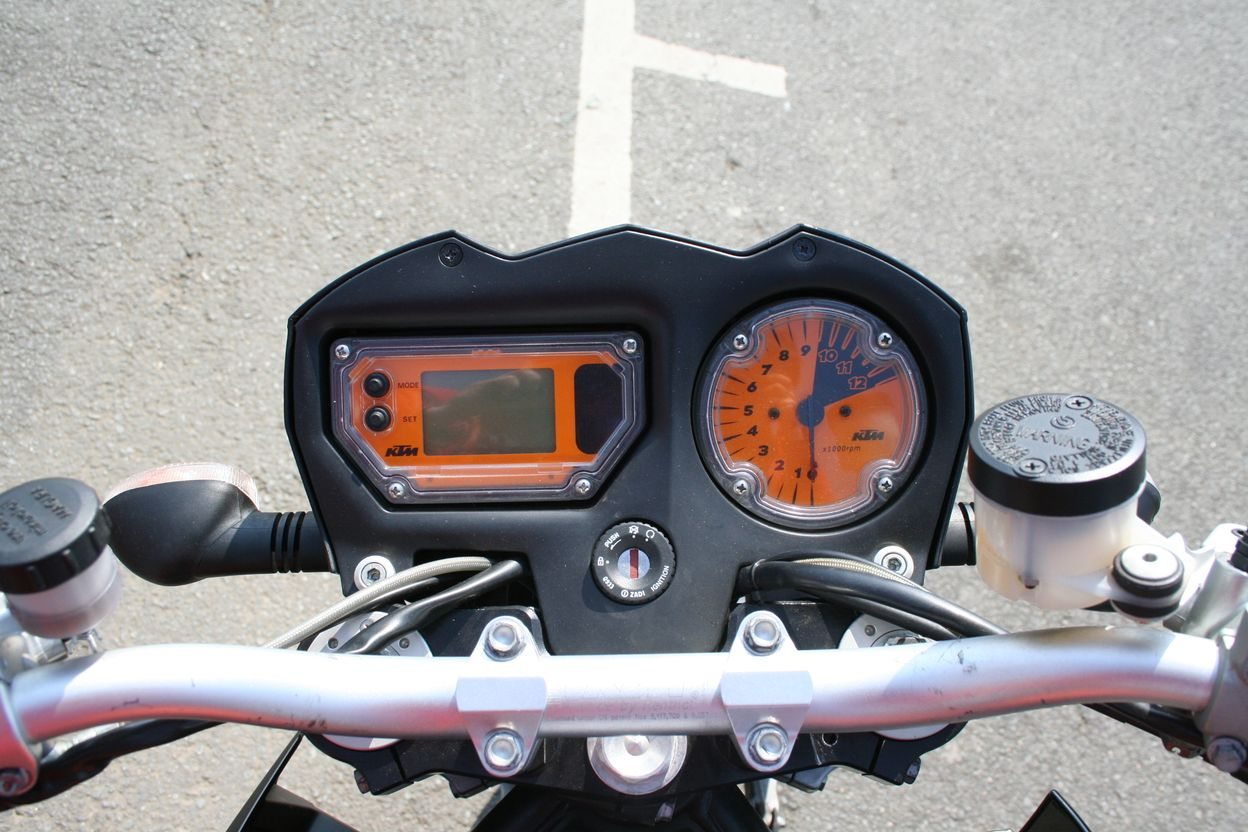

L'alimentation par carburateur est remplacée par un système d'injection Keihin, avec deux papillons par conduit d'admission.
Le cadre est un treillis tubulaire en acier et à l'alliage de chrome molybdène.
Le freinage est confié à des disques et des étriers Brembo.
L'ensemble des éléments de suspension proviennent de la filiale White Power.
Pour 2007, KTM corrige les principaux reproches qui sont faits à l'encontre de la Super Duke. Le réservoir passe à 18,5 litres (lui offrant une autonomie théorique de 200 km), le carénage tête de fourche est redessiné pour offrir plus de protection, l'angle de chasse est augmenté pour plus de stabilité, les étriers de frein avant adoptent des fixations radiales.
Parallèlement, KTM présente la 990 Super Duke R. La selle est exclusivement monoplace. L'angle de chasse est plus resserré par rapport au modèle 2005, l'amortisseur arrière est rallongé. Cela a pour conséquence de basculer l'assiette sur l'avant, pour bénéficier de plus d'agilité, mais d'augmenter la hauteur de selle de 15 mm. Le freinage bénéficie des innovations de la Super Duke standard. L'amortisseur de direction est livré en série.